# Odontota dorsalis
Odontota dorsalis är en skalbaggsart som först beskrevs av Carl Peter Thunberg 1805.  Odontota dorsalis ingår i släktet Odontota och familjen bladbaggar. Inga underarter finns listade i Catalogue of Life.